# Gmina Vejle (1970–2006)
Gmina Vejle (duń. Vejle Kommune) – w latach 1970–2006 (włącznie) jedna z gmin w Danii w okręgu Vejle Amt.
Siedzibą władz gminy było miasto Vejle.
Gmina Vejle została utworzona 1 kwietnia 1970 na mocy reformy podziału administracyjnego Danii. Po kolejnej reformie w 2007 r. weszła w skład nowej gminy Vejle.

## Dane liczbowe
- Liczba ludności: (♀ 27 445 + ♂ 28 659) = 56 104
  - wiek 0-6: 8,7%
  - wiek 7-16: 12,1%
  - wiek 17-66: 66,1%
  - wiek 67+: 13,1%
- zagęszczenie ludności: 392,3 osób/km²
- bezrobocie: 6,1% osób w wieku 17–66 lat
- cudzoziemcy z UE, Skandynawii i USA: 105 na 10 000 osób
- cudzoziemcy z krajów Trzeciego Świata: 391 na 10 000 osób
- liczba szkół podstawowych: 15 (liczba klas: 266)